# Anydrelia distorta
Anydrelia distorta là một loài bướm đêm trong họ Geometridae.